# Домініка Дерень
Домініка Дерень (пол. Dominika Dereń; нар. 18 жовтня 1996, Польща) — польська футболістка, півзахисниця ленченського «Гурника» та національної збірної Польщі.

## Клубна кар'єра
Вихованка клубу «ЛЗС Кастор» (Ясениця Гурна). Починаючи з сезону 2016/17 років виступала за АЗС ПВСЗ (Валбжих). З 2020 року захищає кольори «Гурника» (Ленчна).

## Кар'єра в збірній
У червні 2013 році в складі дівочої збірної Польщі виграла золоті медалі дівочий чемпіонат Європи (WU-17). Потім грала за жіночу молодіжну збірну Польщі (WU-19).
У футболці національної збірної Польщі дебютувала 22 вересня 2015 року в програному (0:3) виїзному поєдинку проти Швеції. Домініка вийшла на поле на 89-й хвилині, замінивши Мартину Вянковську.